# Phoradendron napoense
Phoradendron napoense är en sandelträdsväxtart som beskrevs av Kuijt. Phoradendron napoense ingår i släktet Phoradendron och familjen sandelträdsväxter. Inga underarter finns listade i Catalogue of Life.